# Atelothrus hawaiiensis
Atelothrus hawaiiensis är en skalbaggsart som beskrevs av Sharp 1903. Atelothrus hawaiiensis ingår i släktet Atelothrus och familjen jordlöpare. Inga underarter finns listade i Catalogue of Life.